# Barra do Guaicuí
Barra do Guaicuí é um distrito do município de Várzea da Palma, localizado na região do Alto São Francisco, no estado de Minas Gerais. A localidade é conhecida pela barra do rio das Velhas, que deságua no rio São Francisco. O nome Guaicuí significa, em língua tupi, "rio das Velhas". Lugar rico pela sua cultura, Guaicuí procura conhecer a sua prória história.

## História
A região da Barra do Guaicuí foi ocupada pelos índios cariris, originados do Ceará. No século XVII, a região foi explorada por bandeirantes paulistas em busca de ouro, entre os quais Fernão Dias, que teria mandado construir uma igreja de pedra, que ficou inacabada em decorrência das febres palúdicas daquela época. Nesta mesma região, encontrou pedras verdes (supostamente esmeraldas). Afinal morreu de malária às margens do rio das Velhas e acredita-se que seu filho Garcia Rodrigues trouxe seus ossos para São Paulo, onde estão enterrados no Mosteiro de São Bento.[carece de fontes?]